# Molines-en-Queyras
 Molines-en-Queyras  es una comuna y población de Francia, en la región de Provenza-Alpes-Costa Azul, departamento de Altos Alpes, en el distrito de Briançon y cantón de Aiguilles.
Está integrada en la Communauté de communes du Queyras-l'Escarton du Queyras .

## Demografía
| 269 | 244 | 288 | 375 | 336 | 322 |
| Para los censos de 1962 a 1999 la población legal corresponde a la población sin duplicidades (Fuente: INSEE [Consultar]) |     |     |     |     |     |